# Eddie Läck
Eddie Läck (ur. 5 stycznia 1988 w Norrtälje) – szwedzki hokeista, reprezentant Szwecji, trener.

## Kariera
- Djurgården J18 (2004-2005)
- Djurgården J20 (2005-2006)
- Leksand J20 (2006-2008)
- Leksands IF (2006-2009)
- Brynäs J20 (2009)
- Brynäs IF (2009-2010)
- Manitoba Moose (2010-2011)
- Chicago Wolves (2011-2013)
- Vancouver Canucks (2013-2015)
- Carolina Hurricanes (2015-2017)
- Calgary Flames (2017)
- Stockton Heat (2017)
- Binghamton Devils (2017-2019)
- New Jersey Devils (2017/2018)

Wychowanek klubu Norrtälje IK. Grał w szwedzkiej lidze Elitserien. Od 2010 gra w Ameryce Północnej, wpierw przez trzy lata w AHL. W tym czasie formalnie był zawodnikiem klubu NHL, Vancouver Canucks, jednak do końca sezonu NHL (2012/2013) nie zadebiutował w tej lidze. Od końca kwietnia 2013 jest w kadrze tej drużyny. Od czerwca 2015 zawodnik Carolina Hurricanes, od października 2015 związany dwuletnim kontraktem. Od czerwca 2017 zawodnik Calgary Flames. Od końca grudnia 2017 zawodnik New Jersey Devils, po czym przekazany do zespołu farmerskiego Binghamton Devils. W połowie 2018 przedłużył kontrakt z NJD o rok.
Uczestniczył w turnieju mistrzostw świata w 2017.
Po przerwaniu kariery w został trenerem bramkarzy zespołu hokejowego Arizona State University w lidze NCAA.

## Sukcesy
Reprezentacyjne
- Złoty medal mistrzostw świata: 2017

Klubowe
- Norman R. „Bud” Poile Trophy: 2012 z Chicago Wolves

Indywidualne
- Sezon AHL 2010/2011:
  - Skład gwiazd pierwszoroczniaków
  - Najlepszy bramkarz miesiąca - grudzień 2010